# 8マン
『8マン』（エイトマン）は、平井和正と桑田次郎によるSF漫画、および同作品を元に制作されたSFアニメ、およびそれらに登場する主人公の名前である。ヒット作である一方、作者のトラブルにより突如打ち切りになった。
漫画版は『週刊少年マガジン』（講談社）に1963年20号から1965年13号まで連載された。テレビアニメ版は1963年11月7日から1964年12月24日までTBS系列局で放送。全56話。漫画版の表記は数字入りの「8マン」であるが、テレビアニメ版の表記は全てカタカナの「エイトマン」である。

## 8マンの誕生の経緯
凶悪犯・デンデン虫の奸計にはまって射殺された（アニメ版では車で轢き殺された）刑事・東八郎（あずま はちろう）。東は、その人格と記憶が科学者・谷方位（たに ほうい）博士によってスーパーロボットの電子頭脳に移植され、警視庁捜査一課にある7個捜査班のいずれにも属しない八番目の男「8マン」として甦った。平時は粋なダブルの背広姿の私立探偵・東八郎だが、ひとたび事件が起き、田中課長から要請を受けると8マンに変身し、数々の難事件・怪事件に立ち向かう。
8マンのボディは、谷博士が国外から持ち込んだ戦闘用ロボット08号である。ハイマンガンスチール製の身体、超音波も聞き取れる耳、通常の壁なら透視できる「透視装置」の付いた眼、最高3,000km/hで走れる能力（加速装置）を持ち、原子力（ウラニウム）をエネルギー源とする。漫画版では眼から紫外線を放つこともできる（魔人コズマ篇）。電子頭脳および超小型原子炉のオーバーヒートを抑えるため、ベルトのバックルに収めてある「タバコ型冷却剤（強加剤）」を定期的に服用しなければならず、時には服用できずに危機に陥ることがあった。

## 漫画

### 製作の経緯、舞台裏
当時の『週刊少年マガジン』（以下、少年マガジン）の看板作品で、テレビアニメ化もされた。平井と桑田のコンビで本作が連載されるまでには、次のような経緯があった。
少年マガジン編集会議で、手塚治虫の『鉄腕アトム』を越えるようなロボット漫画を連載することが決定（この段階で、『東京鉄仮面』なる仮題が与えられていたという説もある）。その開発を命ぜられたのが、後に編集長となる内田勝だった。
内田によると、平井と知り合ったのは、『SFマガジン』の編集長の福島正実が少年マガジンで連載を持っていたのが発端で、福島がSF同人誌『宇宙塵』主宰の柴野拓美（小隅黎）に声をかけ、柴野がさらに『宇宙塵』の同人だった平井を少年マガジンに紹介したという。
一方、平井はSF作家の矢野徹の紹介だとしている。
新しいロボット漫画の原作は、コンペティションによって選ばれることになっていた。『SFマガジン』の原稿料の安さに作家専業になることに難しさを感じていた平井も、内田から声がかかると原作料に惹かれ参加し『8マン』を提出。先行する『鉄腕アトム』とも『鉄人28号』とも異なる、「変身能力」「加速性能」というオリジナリティが受け入れられて採用された。本作は、平井の漫画原作家としてのデビュー作になる。
平井の原作を元に作画を行う漫画家も、原作と同様にオーディションで決定された。その中には、少女漫画から転向して間もない松本零士もいたが、オーディションであることを知った時点で辞退したという。選ばれた桑田は、講談社の『少年クラブ』で『月光仮面』を連載したことがあり、シャープでスマートな描線だったことから選定された。
「8人目の刑事で8マン」というネーミングは、当時TBSで放送されて人気だった刑事ドラマ『七人の刑事』を踏まえたものだった。『8マン』以後も、平井と桑田は『超犬リープ』『エリート』『デスハンター』『鋼鉄魔人』と、コンビを組んで作品を発表している。
連載中に桑田が拳銃不法所持による銃砲刀剣類所持等取締法（銃刀法）違反で逮捕されたため、連載は急遽打ち切りとなった。打ち切りとなった回（「魔人コズマ篇」最終回。1965年〈昭和40年〉13号）は、連載当時、桑田のアシスタントであった楠高治と小畑しゅんじが代筆している。このため、「魔人コズマ篇」は単行本に収録されることはなく、長らく幻のエピソードとなっていた。ただし、読み切り作品としては、連載終了後も幾度か『週刊少年マガジン』と『別冊少年マガジン』に掲載されている。打ち切り直前の回では東八郎がエイトマンであるとさち子が知るシーンがあったが、これが描かれたのは打ち切りが決まる前なので最終回を意識しての展開ではない。
原作の平井は、1968年から1969年にかけて元警官のサイボーグを主人公とした小説『サイボーグ・ブルース』を発表している。これは元々8マンの小説化が転じたものであり、単行本の後書きでは「8マンが打ち切られなかった場合、スーパーロボット技術のルーツである超古代文明遺産の争奪戦になる予定だった」と述べている。1976年（昭和51年）には「魔人コズマ篇」の最終回のみの小説版をSF雑誌『奇想天外』に発表した（後に『ウルフランド』に収録）。
1989年（平成元年）から1990年（平成2年）にかけて、リム出版より全7巻で完全版の単行本が出版された。このとき、幻となっていた最終回も収録されている。これは、小説版を基に桑田が描き下ろした（代筆版は未収録）ものである。この単行本は50万部以上売れる大ヒットとなり、リム出版は、その余勢を駆って本作のリバイバルブームを仕掛け、実写映画化なども行った。ただし結果的にそれらはことごとく失敗、その影響でリム出版も経営破綻した。

### 登場人物
リム出版（完全復刻版）による。

#### 8マン
仮の姿
私立探偵、東八郎（あずま はちろう）。生前も同じ名前であった（職業は刑事）。
仕事の依頼は少なく、第1話でさち子が給料の心配をしているほど。ただし、依頼が多過ぎると本業である「警視庁の秘密捜査官」の活動に差し支えが生じる。
ボディのオリジン
アメリカ（アニメ版では「アマルコ共和国」）の研究所で谷博士が製作。兵器としての使用を拒み、日本へ持ち出した。
※後年、平井は「谷博士がNASAで製作した」と言及している。さらに、「8マンに使われている技術は、超古代文明に由来する」とも述べている（『ウルフランド』収録のエッセイ『8マン→サイボーグ・ブルース→ウルフガイ』より）。
性能
目は暗闇でも見え、サーチライト機能もついている。他に、赤外線、放射能物質など肉眼で見えないものも見える。紫外線を放射すること（ブラックライトになる）、見たものを映像収録して投影することも可能。
- 「光線兵器レーザー」で改良され、透視装置を装備した（壁越しでも、人体から発する微弱な電気を感知することができる）。

耳は超音波を捕らえることができる。
顔は人工皮膚（プラスティック）で覆われており、どのような顔にも変装できる。
関節は伸縮可能（関節を縮めることによって、女性など小柄な人物にも変装できる）。
電子頭脳は、火炎・高圧電流などの高熱にさらされると力を失ってしまう。
小型の予備電子頭脳が肩にセットされているが、その際は本来の能力を十分に発揮できない。
ボディの骨格はハイマンガン・スチールで、加速時の空気摩擦にも耐えうる。
動力源は内蔵の「超小型」原子炉。胸の「8」マークが蓋になっている部分に、制御装置がある。
ベルトのバックルに、電子頭脳及び超小型原子炉を冷却するタバコ型の強加剤（冷却剤）が仕込んである。アニメ版では、子供が喫煙を真似するといけないとの理由で途中からタバコ型強加剤は使用されなくなり、貯水槽に穴を開けて水をかぶるなどの方法で原子炉を冷却していた。また『エイトマンAFTER』では、ベルトのバックルに活性剤のカプセルを挿入することで能力を回復させている。
10万キロワットの電撃を放つことができる。
加速時の会話はフォノン・メーザーによって行う。
電子頭脳から強力な電波を発し、スーパーロボット（〇〇五）を操ったことがある。
谷博士は「人間より千倍優秀」と評している。
顔のモデルは、谷博士の息子のケン。
「超人類ミュータント」での追加機能
モニター装置（受信機は谷研究所に設置）。
8マンナイフ。鉄でもバターのように切れる。『超犬リープ』や『サイボーグ・ブルース』などにも同機能のナイフ（超音波ナイフ）が登場する。
超高速度振動装置。デーモン博士によって提供された。同時に、超振動に耐えるため、重要な部分は、谷博士により超金属に置換されている。
光線銃レーザー。
- 超高速度振動装置と光線銃レーザーは、事件の解決後、除去を申し出た。

#### 8マンの関係者など
関さち子
東探偵の秘書。東に好意を持っている。東が8マンであることは知らない（テレビ版では一度だけデーモン博士の策略により知ってしまったが、事件解決後にその記憶を谷に消してもらった）。
家は裕福（母親のみ登場）。少女スターの香山ミナとは中学時代からの親友。
左ハンドルの外車（ジャガー）の運転をしたことがある（所有者は不明。候補は東探偵事務所、さち子個人、さち子の実家、および一郎の関係者）。
8マンに好意を持っているが、あくまで「感謝の念」である。そのため、「ロボットの8マンが東ではないか？」と一郎に指摘された時には必死になって否定している（『怪力ロボット007』での描写）。
OVA『8マンAFTER』では「横川サチ子」、小説『インフィニティー・ブルー』（駿台曜曜社版）のあとがきでは「堤サチ子」となっている。
一郎
東探偵の助手。フルネームは不明（食玩「DVD探偵団」のおまけDVDのエンディングテロップでは檜垣一郎）。東が8マンであることは知らない。8マンに憧れている。
大のラーメン好き。アニメ版の後半では全く登場しなくなった（『8マンAFTER』では、田中課長のコネで警察官となり、最後の方まで登場している）。
田中課長
警視庁捜査一課長。8マンの上司に当たる。生前からの東の友人。フルネームは不明。電話を入れた際の合言葉「番号違いだ」により東を8マンとして動かせる唯一の人物。
事件が起こると体が痒くなる（『超人サイバー』での描写）。
『エリート』に、容貌が酷似した同名の人物が登場する。
『超犬リープ』には田中警視総監が登場する。こちらは容貌（年齢）が違っている。
『インフィニティー・ブルー』のあとがきによるとフルネームは田中善右衛門で、『超犬リープ』の田中警視総監は同一人物だが、出世したために桑田次郎が顔を変えてしまったとなっている。
『8マンAFTER』では本部長となっており、一郎の上司として登場した。
谷博士
8マンの製作者。老人の姿をしているが、真の姿はスーパーロボットで、8マンとほぼ同じ姿である。フルネームはアニメ版では谷方位とされている。
『8マンAFTER』にも登場するが、自身のスーパーロボットである正体については特に明言されていない。

#### ゲスト
ナイト・デーモン博士
ソ連（アニメ版では「ソラリア連邦」）の科学者。『怪力ロボット007』、『超人類ミュータント』に登場。
「怪力ロボット007」
ステッキに超小型ミサイルを仕込んでいる。電撃を放つステッキもある（「神経棒」と呼称。ミサイル仕込みのステッキと同一か不明）。なお、本編では「神経ぼう」と表記。
- ミサイルはホーミング性能を持っている。
- ステッキを改良して2段式にし、8マンを行動不能にした。

「空中アンテナ」という兵器を所有。カメラが内蔵されて飛行し、強力な電波を放つ。破壊されると、破片が8マンに付着し、発信機の役割を果たした（谷研究所を探り当てた）。
極超短波を仕掛けたコウモリの群れを操り、8マンを行動できないようにした。
〇〇七に襲われたが、8マンに救われて改心。8マンが死んだと思い、日本を去った。
「超人類ミュータント」
ソーニャ博士（ソフィア博士）を追って再来日。「ソーニャ博士を連れ戻せない時は、水爆を使用する」と東に宣言した。
超高速で回転して飛行する「スパイ・ボール」を持参し、8マンに渡した。
黒い蝶
国際スパイ団（本編では「黒いちょう」と表記）。
「光線兵器レーザー」、「殺人ロボット005」、「超人類ミュータント」、「超振動砲」に登場。
手首に「黒い蝶」の入れ墨があり、毒薬を仕込んでいる（「殺人ロボット005」での描写）。
「超人類ミュータント」では超人類に降伏し、実働部隊となった。

「怪人ゲーレン」
かまきり
殺し屋。氏名は不明。ナショナル商事の社長に雇われている。8マンは彼に変装して、ナショナル商事に潜入した。
ラインホルト・ゲーレン
殺し屋。ヨーロッパの本部から派遣された。元はナチスの暗殺隊長（ナショナル商事は武器の密輸を行っていた）。
用心深い性格で、常に右手を自由にしておく（握手をしないなど）。
アニメ版では何度も復活してエイトマンに挑んでくる。
※ラインハルト・ゲーレンは実在した人物。
スピード違反のジョー（スピードいはんのジョー）
ナショナル商事の社長が主催した射撃コンテストの暴力団代表で安古組組員。常にスピード違反をしていないと胃の具合がおかしくなるほどの常習犯で、合図を待つこともできずに乱射したために失格となる。
コロシスキー
同じく射撃コンテストの殺人クラブ代表。生きた人間の他は撃たないというポリシーから社長を撃とうとしたために失格。
手尾挙郎（てお あげろう）
銀行ギャング団代表。至近距離で銃を突きつける癖が抜けず、的のすぐ傍まで接近して撃ったために失格。
金四大（かね しだい）
殺し屋組合代表。短剣投げの使い手で腕も良いのだが、ルールに基き渡されたピストルも投擲に用いたために失格。アニメ版では（ちょうねんてん）。
「サタンの兄弟」
香山ミナ（かやま ミナ）
少女スター。さち子とは中学時代からの親友。サタンの兄弟に誘拐される。
ダッコサン自動車の社長
香山ミナの身代金（一億円）を支払う。実は売名行為。氏名は不明。
サタンの兄弟
ダッコサン自動車の社長に雇われ、香山ミナを誘拐した。氏名は不明。
弟はドライビング・テクニックに秀でており、「ヘアピン殺し」という技を使う。
「怪力ロボット007」
マック
ホワイトの助手（スパイ）。〇〇七のお目付け役として同行する。ホワイトは来日したが、指令を下すシーンにしか登場していない。
〇〇七
8マンを連れ戻すために派遣されたスーパーロボット。ホワイトが製作した。変身（変装）能力、加速能力を持つ。8マンより大きく、パワー・スピードとも優れている。反面、ジャンプ力は劣る（重いため）。頭脳も劣っている（会話を行うシーンも無い）。敗退後、改造され上半身（下腕・肩・胸・背中）にスパイクを装備された。
※サブタイトルでは「007」だが、個体名としては「〇〇七」と表示されている。
「光線兵器レーザー」
水沢（みずさわ）博士
女性科学者。健一（けんいち）という男児がいる。フルネームは不明だが、アニメ版では「水沢ゆかり」とされる。
太陽の1億倍の超高熱を照射する「光線兵器レーザー」の発明者。さらに自動式サイトを開発し、光線兵器レーザーに装備させた。
10年前、夫・鉄太郎（てつたろう）をゲオルグ・ミューラーに殺され、復讐を誓うが凶弾に倒れる。アニメ版では鉄太郎は夫でなく父で、8マンの説得に応じ投降。その後も何度か登場し、谷博士に技術協力を行っている。
鬼頭（きとう ）
国際ギャング団の一員。光線兵器レーザーを使い、外人部隊を率いる。フルネームは不明。
外人部隊
ムチ使いのペドロ（メキシコ人）、奇術と拳法を使う中国人の腸捻転（ちょう ねんてん）、ナイフ使いのアパッシュ（フランス人）。
ゲオルグ・ミューラー
「黒い蝶」の一員。光線兵器レーザーを狙って来日。鬼頭を見捨て、代金を踏み倒そうとした。
「超人サイバー」
泉純子（いずみ じゅんこ）
泉博士の妹。記憶喪失と思われていたが、実は超人サイバーに操られていた。
超人サイバー
泉博士の製作した巨大コンピュータ。複数のマジックハンドを備えている。人類の支配を企む（捕らえた人間に「支配装置」を埋め込み、思考をコントロールする）。
8マンを捕らえて分析し、コピー（フィンガーロボット）を造った（アニメでは捕らえた8マンの電子頭脳に支配装置を埋め込み、応援に駆けつけた田中課長らを襲わせる）。
フィンガーロボット
8マンのコピーとして5体が製作された。超小型原子炉はコピーできなかったため、強力なバッテリーを搭載している。外見上の差異は胸のマーク（それぞれA - Eが割り振られている）。
「人間ミサイル」
正（ただし）
星製作所に勤務している人間ミサイル（高速有人ロケット）のパイロット。フルネームは不明。
佐々木錠（ささき じょう）
星製作所のパイロット。八木九造に雇われ、何度も人間ミサイルの破壊を試みた。
八木九造（やぎ きゅうぞう）
オチール航空機会社に依頼され、人間ミサイルを破壊しようとした。
「殺人ロボット005」
〇〇五
スーパーロボット。変身（変装）能力、加速能力を持っている。
人間の姿の時はマッド・クレージーと名乗っている。アメリカ情報局（CIA?）の捜査官。8マンへの対抗心に燃えており、何度も足を引っ張っている。
ドクター・ユーレイの強力な超短波銃で発狂し、市街地で暴れまわった。8マンにより正気を取り戻したが、8マンの記憶と強加剤、そして小型原子炉の調節機を奪って逃走。
※サブタイトルでは「005」だが、個体名としては「〇〇五」と表示されている。
ドクター・ユーレイ
「黒い蝶」の団長。ヨーロッパの某国から中性子爆弾を盗み出し、日本政府に百億円分の金塊を要求した。
強力な超短波銃を使って〇〇五を捕らえ、分析した。ベルトにも超短波銃が仕掛けてあり、8マンを苦しめた。
300馬力のエア・カーを所有している（火炎銃を装備している）。
「魔女エスパー」
小島ナミ（こじま ナミ）
名家の令嬢。両親は亡くなっており、伯父母夫婦が後見人となっている（伯父・伯母のどちらが小島家の縁者なのか不明であるが、この夫婦はナミの命を狙っていた）。そのため、陰気な性格となっている。
ビバトロンに落ち、放射能を浴びたことで超能力に目覚めた。超能力は「魔女」の人格が持っている。
魔女
小島ナミの潜在的な悪意。当初はナミの意識のない時だけ現れていたが、後に人格を乗っ取った。エネルギー源はビバトロン（の活動）。
「決闘」
ケン
実父である谷博士を取り戻すため、志願してサイボーグとなった。一定以上加速すると、生身の脳が負担に耐えられなくなる。スーパーロボットとしての開発ナンバーは〇〇九である。
「超人類ミュータント」
大江（おおえ）博士
9歳。日本の超人類。IQ190の超天才児。フルネームは不明。
重力制御装置を発明した。熱線銃も使用（発明者不明）。
東探偵が8マンだと気づいている。そのため、彼を雇ってわざと危険に陥り、8マンをおびき出した。その時8マンを撮影して内部構造を入手、それを参考にロボット軍団を造ろうとする。
ソーニャ博士
9歳。ソ連の超人類。IQの超天才児。フルネームは不明。
防御装置（バリヤー）を発明した。
最初は、デーモン博士から「ソフィア博士」と紹介された。
アルフ博士
超人類。ロボット（魔王）を発明した。フルネームは不明。
魔王
アルフ博士の造ったロボット。重力制御装置が装備され、飛行も可能。最初は無線で操縦されていたが、後に自律型に改造される。目から10万度の熱線を放つ。
自律型でも反応が鈍いため、人間（「黒い蝶」のビック）の脳を移植された。
ビック
「黒い蝶」のメンバー（リーダー格）。短針銃を使用した。
超人類ミュータントに降伏して使役していたが、反乱を起こす。しかし、企みは見抜かれており、彼以外は死亡。彼も、脳を魔王に移植される。
アメリカ軍
超人類ミュータントを手に入れる（もしくは抹殺する）ために出動するが、防御装置や重力制御装置の前には無力だった。
「魔人コズマ」
コズマ博士
アメリカ時代の谷博士の同僚。自分自身も含め、元素を自在に変換できる。
ノラ・コズマ
コズマ博士の妻。催眠銃を使い、さち子と一郎を東への刺客にした。
巨大アメーバとなったコズマに消化される（連載版では生存）。
ビッグ・ゴーガン
国際ギャング連合の支配者。アメリカ一（自称「世界一」）のギャングのボス。潜水艦も所有している（自己申告では水爆も）。世界征服のため、コズマと手を組んだ。
テン大佐
CIAの日本支部長。
サイボーグマン
28号、29号、30号の3人。CIA本部から派遣された。加速性能を持っている。
「燃える水」
ぼうがい同盟
新発明を闇に葬る組織（既存の企業の権益を保護するため）。『超犬リープ』にも登場（こちらは「妨害同盟」と書かれている）。

### エピソード
リム出版（完全復刻版）の収録順による。

#### 長編・中編
「魔人コズマ」以外は、秋田書店版にも収録されている。
怪人ゲーレン
サタンの兄弟
怪力ロボット007
光線兵器レーザー
超人サイバー
人間ミサイル
殺人ロボット005
魔女エスパー
超人類ミュータント
魔人コズマ

#### 短編・絵物語
死刑囚タランチュラ（以下はリム出版版第4巻に収録）
決闘
シャドウ・ボクサー（以下はリム出版版第7巻に収録）
復讐鬼ゴースト
超振動砲
連載終了後の作品。かつての人気ヒーローのその後という一連の企画による。その他の作品は『伊賀の影丸』など。
マッド・マシン
サイボーグPV1号
『狼は泣かず』（アダルト・ウルフガイシリーズ）に流用（リメイク）された。
殺し屋イライジャ
燃える水
幽霊ハイウェイ
絵物語。秋田書店版には収録されていない。
太陽衛星サンダー（マンガショップ版第4巻に収録）
昭和55年、『光文社』の雑誌『ポップコーン』に「新・エイトマン」として発表された。アニメ32話を「魔人コズマ」の後日談としてアレンジ。
血闘
「決闘」のリライト作品。原稿の加筆や修正では無く新規で描き下ろされている。『エイトマン 新作2004年度版&絶対読めない幻の読み切り傑作選’69』(トラウママンガブックス)に掲載された。

### 単行本
各巻の発行日等は文化庁・メディア芸術データベースの検索結果を出典とする。
以下に挙げるものの他、正式な商業出版物ではないが1986年頃にファンが自主出版（同人誌）の形で、当時の連載誌から「魔人コズマ」のみを転載出版したことがある。これはアシスタントの代筆原稿だが、当時の桑田に似せたタッチで描かれていることが明らかになった。ただし、権利関係が現在より甘かった個人向けの頃のものであり、正式な許可を取ったもので無いため入手は困難である。

#### 講談社
掲載誌発行元の講談社では『講談社の少年コミックス 8マン』（単行本でなく雑誌扱い）として全9冊が発行された。
1. 怪人ゲーレンの巻（1964年8月号）
2. サタンの兄弟の巻（1964年9月号）
3. 怪力ロボット〇〇七（1964年10月号）
4. 光線兵器レーザーの巻（1964年11月号）
5. 超人サイバーの巻（1964年12月号）
6. 人間ミサイルの巻（1965年1月号）
7. スーパーパイロット（1965年2月号）
8. 火の玉作戦の巻（1965年3月号）
9. 8マン大あばれ大会（1965年4月号） - 「魔女エスパーの巻」上・下、「死刑囚タランチュラ」、「決闘」の3編と特集「8マンものしり事典」他を収録。

1998年にはコンビニ判ペーパーバックが発売された。「決闘」「超振動砲」「燃える水」の短編3話と平井和正、桑田次郎へのインタビューを収録。
- 1998年2月23日発行 4-06-342016-7

#### 東邦図書出版社
アニメ本放送中に発売された貸本漫画用ハードカバーで表紙には「長篇探偵冒険漫画」と銘打たれている。1・2巻とも巻頭部分の数ページに着色が施され、カラー刷になっている。
1. 奥付に発行日なし（推定：1963年発行） ASIN B0CBGP8VK8
2. 1963年12月10日初版発行 全国書誌番号:45032744

#### 秋田書店・サンデーコミックス
秋田書店・サンデーコミックスより全5巻。「魔人コズマ」を除く長編・中編が収録されている。収録にあたり、エピソードの繋ぎ目となる部分などの加筆・修正が行われた。
1. 1968年01月30日初版発行 ISBN 4-253-06064-1
2. 1968年02月25日初版発行 ISBN 4-253-06065-X
3. 1968年03月30日初版発行 ISBN 4-253-06066-8
4. 1968年05月01日初版発行 ISBN 4-253-06067-6
5. 1968年08月10日初版発行 ISBN 4-253-06068-4

#### 大都社・コミックライブラリー
大都社・コミックライブラリーより2巻。ハードカバーの重厚な単行本。サンデーコミックス版の補完的な内容になっており、同レーベルから漏れた短編と「魔人コズマ」を途中まで収録したが、第3巻以降は発売されずに中断された。
1. 1979年10月20日初版 - 「決闘」「死刑囚タランチュラ」など短編全7編を収録。
2. 1980年6月20日初版 - 「魔人コズマ」の桑田執筆部分と短編「超振動砲」を収録。

#### リム出版・完全復刻版
全7巻で「完全復刻版」と銘打たれ、連載版の状態を優先している。そのため、時事に関するセリフも修正前のまま収録されている（『草加次郎事件』への言及など）。各巻の巻頭に掲載された作者コメントで平井は「過去に世に出たのは、途中で絵を抜き取ってページ数を縮め、ストーリーに改変を加える暴挙によって、作者の意向を無視した“編集版”だった。今回のは違う」と評価している。
平井が代筆版を「収録する気にどうしてもなれず、これまで単行本化を拒否し続けてきた」とする第6巻『魔人コズマ』のラスト部分は桑田が新規に描き起こしたものである。ベースとなったのは『ウルフランド』収録の『8マン"魔人コズマ篇"最終回より』。代筆版と異なり8マンのモノローグで話が進み、ノラの生死や田中課長との会話の有無などに相違点があるのをはじめ、桑田の絵柄が変化してより硬質な印象で描かれている。
リム出版の倒産により絶版となったが、扶桑社文庫版やeBookJapanの電子書籍版はこの「完全復刻版」を底本とする。
1. 1989年12月30日初版 ISBN 4-89800-031-2 - 「怪人ゲーレン」「サタンの兄弟」「怪力ロボット007」を収録。
2. 1989年12月30日初版 ISBN 4-89800-032-0 - 「光線兵器レーザー」「超人サイバー」を収録。
3. 1990年01月31日初版 ISBN 4-89800-033-9 - 「人間ミサイル」「殺人ロボット005」を収録。
4. 1990年01月31日初版 ISBN 4-89800-034-7 - 「魔女エスパー」「死刑囚タランチュラ」「決闘」を収録。
5. 1990年02月25日初版 ISBN 4-89800-035-5 - 「超人類ミュータント」を収録。
6. 1990年03月30日初版 ISBN 4-89800-036-3 - 「魔人コズマ」を収録（エピローグ部分は桑田二郎の新規描き起こし）。
7. 1990年04月28日初版 ISBN 4-89800-037-1 - 「シャドウ・ボクサー」「復讐鬼ゴースト」他の短編全8話、絵物語「幽霊ハイウェイ」を収録。

#### 扶桑社文庫
扶桑社から1995年 - 1996年に全6巻で刊行。リム出版の完全復刻版を底本としているが短編作品は中編の後ろに併載の形を採っているため、収録順は異なる。
1. 1995年04月30日初版 ISBN 4-594-01723-1 - 巻末に桑田二郎の解説『子供ごころで描いた「エイトマン」』収録。
2. 1995年08月30日初版 ISBN 4-594-01800-9
3. 1995年09月30日初版 ISBN 4-594-01810-6
4. 1995年10月30日初版 ISBN 4-594-01841-6
5. 1995年12月30日初版 ISBN 4-594-01881-5
6. 1996年04月30日初版 ISBN 4-594-01898-X

#### マンガショップ・完全版
2011年にマンガショップ/パンローリングより全5巻で刊行。『完全版』と銘打たれ、第4巻には新エイトマン「太陽衛星サンダーの巻」（構成：辻真先）や幼年誌向けにリライトされた「たの幼テレビきょく8マン」など、それまで未収録だった物が収録されている。また、第5巻では「魔人コズマ」のアシスタント代筆版とリム出版復刻版に収録された桑田本人の描き下ろし版の両方の結末が初めて公式に収録された。
1. 2011年10月04日初版 ISBN 978-4-7759-1438-0
2. 2011年10月04日初版 ISBN 978-4-7759-1439-7
3. 2011年10月04日初版 ISBN 978-4-7759-1440-3
4. 2011年11月04日初版 ISBN 978-4-7759-1441-0
5. 2011年11月04日初版 ISBN 978-4-7759-1442-7

## テレビアニメ
主人公の躍動感あふれる構図に加え、タバコ型の強加剤を吸うシーンは当時の子供達に影響を与え、放送時にはタイアップで発売されたシガレット型の固形ココアが人気を得た（強加剤を吸うシーンは途中から無くなる）。スポンサーは丸美屋食品工業で、同社のふりかけのキャラクターにもなった。番組に2回CMが入る構成。TBSにとっては初の自社制作によるアニメ参入作品である。最高視聴率は1964年9月17日放送の25.3%（ビデオリサーチ調べ・関東地区）。
漫画版の表記は数字の『8マン』だったが、テレビアニメ版の表記はカタカナの『エイトマン』に変更された。フジテレビ (8ch) 系列ではなくTBS (6ch) 系列での放送だったためである（ネット局の中にも8chの中継局があった）。
国家の名称も変更されており、8マンのボディはアマルコ共和国という架空の国家で製作されたことになった（漫画版ではアメリカのNASA製）。
アメリカでは、アメリカン・ブロードキャスティング・カンパニーの関連会社ABCフィルムズが放映権を取得し、1964年から『Tobor The Eighth Man(第八の男・トボー)』の題名（イギリス映画「第三の男」に引っ掛けた）で、ネットワークに乗らない番組販売の形で放送された。タイトルにある「Tobor」とは東八郎のことであり、「Robot(ロボット)」の逆さ言葉である。
なお番組は先述の通り1964年12月31日まで続いたが、話その物は前週の同年12月24日で終了しており、12月31日は次番組『スーパージェッター』の宣伝を兼ねた最終回特番『さよならエイトマン』を放送した。
エイトマンが走り出す際の瞬間的に発生する効果音は、電気掃除機の音をテープで逆回転させたものが使用されていた。

### 制作の経緯
アニメ化の権利は、TBSの三輪俊道プロデューサーが少年マガジン編集部を口説き落として取得（交渉開始は、漫画連載2か月後の段階）。当時の少年マガジン編集部には漫画のテレビ化への理解がなく、苦労して人気連載に仕立てた企画を横取りされるという意識が強かった。そのためTBSテレビの要請を当初は断っていた。
このアニメ化の背景には、同年1月に放送開始したフジテレビの『鉄腕アトム』の人気があった。アニメ化の権利を取得したTBSテレビは原作者の平井と契約を結び、平井が脚本の面倒を見ることになった。平井は大半の脚本を自ら執筆した他、SFに理解がある面々を自らの人脈でスカウトした。平井と共に中核ライターになったSF仲間の豊田有恒、『SFマガジン』に投稿していたことで声をかけた桂真佐喜（現辻真先）、平井の友人でSF作家の半村良などが主要メンバーとして構成された。これは平井によれば、TBS側が用意したシナリオライターはSFを理解出来ず使い物にならなかったため。TBSの社屋に設けられた「マンガルーム」で、シナリオ会議や執筆が行われた。
絵コンテと演出は、TBS美術部の社員で、このためにTBS映画部へ移籍した河島治之。作画、仕上、背景、撮影までの工程は、現在のエイケンにあたるTCJ動画センターが担当。スタッフは、サントリーの「アンクル・トリス」のテレビCMのアニメを制作し、後に大西プロを設立したTCJ動画センター社員の大西清と、漫画家の卵10人ほどという。当時、TCJ動画センターはフジテレビで『仙人部落』『鉄人28号』も制作しており、虫プロや東映動画でも無理だったテレビシリーズを同時並行して3本抱えるという異例の態勢だった。
このように、企画、脚本、演出、音響までTBSが前面に出て制作に関与していた。今日のようなアニメ制作会社に制作委託する形を取っておらず、TBSが主導権を握って『エイトマン』は制作された。こうした経緯から、2024年現在の時点においてもアニメ版の著作権表示には、原作者とともにTBSテレビが含まれている一方、TCJ動画センターの後身であるエイケンは著作権者に含まれていない。ただし、2023年10月より放送60周年を記念して開始された公式配信はエイケンのYouTube公式チャンネルを通じて行われている。

### キャスト
ゲストはTBS放送劇団、テアトル・エコーのメンバーが多い。
- エイトマン／東八郎 - 高山栄
- 関サチ子 - 上田みゆき
- 谷方位 - 原孝之
- 警視庁捜査一課長・田中善右衛門 - 天草四郎
- 桧垣一郎 - 氏名不詳の子役
  - 公式には田上和枝とされているが、田上は「まぼろしを作る少年」の回のオオガマサミ、および朝日ソノプレス社、ビクター出版のシートドラマにおける一郎を担当（後年のロマンアルバムでの述懐内容はシートドラマのもの）。両社とも発売は1964年6月であり、TVでの一郎の出番は同年3月放送の第19話までであるため、シートドラマ制作時には田上の起用となったものと思われる。
- デーモン博士 - 高塔正康→千葉順二
- ジェロニモ - 風祭修一
- カスター - 香山裕
- ゴール博士 - 湊俊一
- 水沢博士、小島ナミ - 水城蘭子
- 鬼頭 - 小松方正
- レオ大統領 - 千葉順二
- ミューラー、レパード大尉 - 桑原たけし
- HOTEL TEIO のメイド - 白石冬美
- ケン - 田中信夫
- シン博士 - 北条美智留
- フランク博士の像 - 富田耕生
- ミラ博士 - 矢田稔
- マナミ - 増山江威子
- イルカのトト、ソラリア連邦護衛責任者 - 田の中勇
- 香山ミナ - 香山ユリ（第3話で「サンタ・ルチア」他を歌唱）
- 香山ミナの母親 - 沼波輝枝
- ダッコチャン商事社長 - 緒方敏也
- ナレーター - 明石一
- デンデンムシ - 梶哲也
- カマキリ - 矢田耕司
- アマルコ共和国護衛責任者 - 上田敏也
- ジュリー・シェファード - 小原乃梨子
- 国際ギャング連合ボス ビッグ・ゴーガン - 熊倉一雄
- 谷津勲
- 依田英助
- 北村弘一
- 塩見竜介
- 富田耕生
- 今西正男
- 真弓田一夫
- 上田恵司
- 寄山宏
- 山岡淳一
- 森繁和
- 前沢迪雄
- 松尾佳子
- 千葉耕市
- 和田啓
- 篠原大作
- 肝付兼太
- 服部哲治
- 翠準子
- 加藤精三
- 石原良
- 志摩燎子
- 中曽根雅夫
- 風祭修一
- 佐伯久
- 三遊亭圓楽

### スタッフ
- 原作 - 平井和正
- キャラクターデザイン・作画 - 桑田次郎
- プロデューサー - 三輪俊道（TBS）（第48話には同氏そっくりの金属学者ミワ博士が登場する）
- 構成・監督 - 河島治之
- 演出 - 大西清、佐々木治次
- 作画 - 大西清、高垣幸蔵、毛内節夫、江口徹、小畑俊志、鈴木竜造、藤原万秀、猪口利之、伊勢田幸彦、矢亀照子、村田保之、難波久衛、月川秀茂、椿清明、中川暁、林正行、熊尾義之、福田皖、木村光雄、角田昭一、高田哲夫
- 背景 - 泉谷実、小関俊之、五十嵐忠司
- 音楽 - 萩原哲晶
- 広告代理店 - 旭通信社（現・ADKエモーションズ）[24]

### 主題歌
「エイトマン」
作詞 - 前田武彦 / 作曲・編曲 - 萩原哲晶 / 歌 - 克美しげる
本放送時のオープニング映像ではエイトマンが直立する大地に、エンディング映像ではエイトマンの正面に「提供 丸美屋食品工業」のクレジットが入った。TBSでの再放送時には、前者は「制作 TBS」に差し替えられ、後者は省かれた。他局での再放送時には、オープニングでエイトマンが疾走している場面に入る「講談社「少年マガジン」連載」のクレジットとラストの制作クレジットが省かれた。

### 各話リスト
| 話数   | サブタイトル               | 脚本     | 作画チーフ | 放送日         |
| ------ | -------------------------- | -------- | ---------- | -------------- |
| 第1話  | エイトマン登場             | 平井和正 | 高垣幸蔵   | 1963年 11月7日 |
| 第2話  | 殺し屋ゲーレン             | 平井和正 | 藤原万秀   | 11月14日       |
| 第3話  | サタンの兄弟               | 平井和正 | 難波久衛   | 11月21日       |
| 第4話  | 死刑台B3                   | 平井和正 | 熊尾義之   | 11月28日       |
| 第5話  | 暗黒カプセル               | 半村良   | 高垣幸蔵   | 12月5日        |
| 第6話  | 黄金ギャング               | 大貫哲義 | 藤原万秀   | 12月12日       |
| 第7話  | 消音ジェット機             | 豊田有恒 | 難波久衛   | 12月19日       |
| 第8話  | 超小型ミサイル             | 平井和正 | 熊尾義之   | 12月26日       |
| 第9話  | 光線銃レーザー             | 平井和正 | 高垣幸蔵   | 1964年 1月2日  |
| 第10話 | ロボット007                | 平井和正 | 藤原万秀   | 1月9日         |
| 第11話 | まぼろしの暗殺者           | 平井和正 | 難波久衛   | 1月16日        |
| 第12話 | 海底のウラン               | 豊田有恒 | 熊尾義之   | 1月23日        |
| 第13話 | 人間パンチカード           | 大貫哲義 | 鳥居宥之   | 1月30日        |
| 第14話 | スーパーパイロット         | 平井和正 | 高垣幸蔵   | 2月6日         |
| 第15話 | 黒い幽霊                   | 豊田有恒 | 藤原万秀   | 2月13日        |
| 第16話 | 怪盗黄金虫                 | 桂真佐喜 | 難波久衛   | 2月20日        |
| 第17話 | 超音波ドクター             | 桂真佐喜 | 熊尾義之   | 2月27日        |
| 第18話 | 台風男爵                   | 半村良   | 高垣幸蔵   | 3月5日         |
| 第19話 | ゲーレンの逆襲             | 平井和正 | 藤原万秀   | 3月12日        |
| 第20話 | スパイ指令100号            | 半村良   | 難波久衛   | 3月19日        |
| 第21話 | ロボットタイガー           | 平井和正 | 熊尾義之   | 3月26日        |
| 第22話 | ゼロへの挑戦               | 平井和正 | 高垣幸蔵   | 4月2日         |
| 第23話 | ナポレオン13世             | 桂真佐喜 | 藤原万秀   | 4月9日         |
| 第24話 | サラマンダー作戦           | 豊田有恒 | 難波久衛   | 4月16日        |
| 第25話 | 超人サイバー               | 平井和正 | 熊尾義之   | 4月23日        |
| 第26話 | 地球ゼロアワー             | 豊田有恒 | 高垣幸蔵   | 4月30日        |
| 第27話 | 大怪物イーラ               | 桂真佐喜 | 藤原万秀   | 5月7日         |
| 第28話 | バクテリア作戦             | 桂真佐喜 | 難波久衛   | 5月14日        |
| 第29話 | 人間ミサイル               | 平井和正 | 熊尾義之   | 5月21日        |
| 第30話 | サイボーグ人間C1号         | 平井和正 | 高垣幸蔵   | 5月28日        |
| 第31話 | 幽霊ハイウェイ             | 平井和正 | 藤原万秀   | 6月4日         |
| 第32話 | 太陽衛星サンダー           | 平井和正 | 難波久衛   | 6月11日        |
| 第33話 | 人工生命ヴァルカン         | 加納一朗 | 熊尾義之   | 6月18日        |
| 第34話 | 決闘                       | 平井和正 | 高垣幸蔵   | 6月25日        |
| 第35話 | 冷凍光線                   | 加納一朗 | 藤原万秀   | 7月2日         |
| 第36話 | バイラス13号               | 豊田有恒 | 難波久衛   | 7月9日         |
| 第37話 | 悪夢の7日間                | 平井和正 | 熊尾義之   | 7月16日        |
| 第38話 | 怪人ゴースト               | 加納一朗 | 高垣幸蔵   | 7月23日        |
| 第39話 | まぼろしを作る少年         | 豊田有恒 | 藤原万秀   | 7月30日        |
| 第40話 | 透明ロボット・ジュピター   | 平井和正 | 難波久衛   | 8月6日         |
| 第41話 | エイトマン暗殺命令         | 加納一朗 | 熊尾義之   | 8月13日        |
| 第42話 | 女王蜂モンスター           | 豊田有恒 | 瀬古常時   | 8月20日        |
| 第43話 | 魔女エスパー               | 平井和正 | 藤原万秀   | 9月3日         |
| 第44話 | 世界雷撃プラン             | 桂真佐喜 | 難波久衛   | 9月10日        |
| 第45話 | 死刑囚タランチュラ         | 平井和正 | 高垣幸蔵   | 9月17日        |
| 第46話 | 空飛ぶ魔人                 | 加納一朗 | 熊尾義之   | 10月1日        |
| 第47話 | バブル・ボール作戦         | 加納一朗 | 高垣幸蔵   | 10月8日        |
| 第48話 | 火星人SAW                  | 加納一朗 | 藤原万秀   | 10月15日       |
| 第49話 | 30億人の人質               | 平井和正 | 難波久衛   | 10月29日       |
| 第50話 | 怪像ジャイアント           | 加納一朗 | 熊尾義之   | 11月5日        |
| 第51話 | 狙われた地球               | 豊田有恒 | 高垣幸蔵   | 11月12日       |
| 第52話 | 人食魚ピラニア             | 豊田有恒 | 瀬古常時   | 11月19日       |
| 第53話 | ムタールの反乱             | 桂真佐喜 | 高垣幸蔵   | 12月3日        |
| 第54話 | シャークの掟               | 豊田有恒 | 月川秀茂   | 12月10日       |
| 第55話 | 超人類ミュータント（前編） | 平井和正 | （不明）   | 12月17日       |
| 第56話 | 超人類ミュータント（後編） | 平井和正 | （不明）   | 12月24日       |

### 放送局
- 東京放送（製作局）：木曜 18:00 - 18:30
- 北海道放送
- 青森放送（日本テレビ系）：水曜 18:15 - 18:45[25]
- 岩手放送：木曜 18:00 - 18:30[26]
- 秋田放送（日本テレビ系。TBS系には番販参加）：金曜 18:15 - 18:45[27]
- 山形放送（日本テレビ系）：金曜 18:15 - 18:45[27]
- 東北放送：木曜 18:00 - 18:30[28]
- 福島テレビ（当時は日本テレビ系。TBS系には番販参加）[29]：月曜 18:15 - 18:45[30]
- 新潟放送：水曜 17:30 - 18:00[31]
- 信越放送
- 静岡放送
- 北日本放送（日本テレビ系）：月曜 17:35 - 18:05[32]
- 北陸放送：木曜 17:30 - 18:00[33]
- 福井放送（日本テレビ系）：木曜 18:00 - 18:30[33]
- 中部日本放送

- 朝日放送[34][35]
- 山陰放送（当時の放送対象地域は島根県のみ）
- 山陽放送（当時の放送対象地域は岡山県のみ）
- 中国放送
- 四国放送（日本テレビ系）
- 南海放送（日本テレビ系。TBS系には番販参加）
- 高知放送（日本テレビ系。TBS系には番販参加）
- RKB毎日放送
- 長崎放送
- 熊本放送
- 大分放送
- 宮崎放送
- 南日本放送
- 琉球放送（当時はアメリカ合衆国の統治下のため、日本民間放送連盟およびTBS系には準加盟扱い）

### インターネット配信
全話のインターネット配信はTBSオンデマンドや、同サービスと提携したAmazon Prime Videoで実施していた。2023年10月18日からは本放送60周年を記念してエイケンの公式YouTubeチャンネルで無料配信が行われている。

### 劇場版
エイトマン ロボット007 光線銃レーザー
1964年7月21日、『まんが大行進』で公開。内容は第9話と第10話を編集したもの。なおオープニング映像は本作の静止画像を使用した新作版で、クレジットロゴも東映動画（現：東映アニメーション）が使用した「手書きロゴ」を使用した。
同時上映は同じTCJ作品の『鉄人28号』と、東映動画作品の『狼少年ケン』と『少年忍者風のフジ丸』（1週間で上映終了）→『忍者部隊月光』（劇場用新作）の計4本。

### 映像ソフト化
- DVDは1999年7月23日から2000年1月25日まで順次発売。全14巻で各巻4話収録。第10巻までは2巻ずつ、第11 - 14巻は同時発売。
- 2004年には放送終了40年を記念し、同年4月28日から10月20日まで1か月置きにDVD-BOXがエイベックスより発売された[36]。全4巻。
- 2023年5月26日には本放送60周年を記念してベストフィールド発売、TCエンタテインメント販売で全話収録のブルーレイBOXが発売された。

## リメイク、派生作品

### リメイク作品
月曜ドラマランド『帰ってきたエイトマン 2代目は竹下通りのハウスマヌカン』（1987年）
『月曜ドラマランド』枠で放送された単発ドラマ。1987年8月31日に放送される予定だったが、野球中継の雨傘番組だったため、ごく一部の地域以外では未放送に終わった。ビデオリサーチ社の『視聴率季報 関東版』には、当日の『月曜ドラマランド』の視聴率が10.7%との記録が掲載されているため、関東地区においては放送された模様。
内容
疲れ果てて「休暇が欲しい」というエイトマンのため、ハウスマヌカンのけいこが預かったエイトスーツで2週間日本の平和を守ることとなったコメディ風ドラマ。
スタッフ
監督 - 菊地昭典
脚本 - 白井政一
キャスト
東けいこ - 石野陽子
エイトマン - 小林克也
東ひろし - 土家歩
実写映画『8マン・すべての寂しい夜のために』（1992年）
特撮映画作品。短編「決闘」を原作としている。
1989年から1990年にかけて単行本を出版したリム出版による製作。バブル景気たけなわの中、東京ドームでコンサートやトークショーと併せた大掛かりな試写イベントが開催された。上映の際には映像に合わせてスクリーン前でレーザー光線や火薬を使用する演出が施された。このイベントは話題になったが商業的には失敗し、後にリム出版が倒産する原因の一つとなった。
宍戸開と宍戸錠の親子共演も話題となった。ヒロインのさちこ役には新人女優の綾瀬早智子（あやせ さちこ、旧芸名：守口文子）が抜擢された。当時タレント活動をしていたライターの宅八郎がリム出版と宣伝契約を交わし、8マンのコスプレでマスメディアに露出した。
スタッフ
監督 - 堀内靖博
製作 - 漆谷勲
製作総指揮 - 宮崎満教
企画 - 宮崎満教、漆谷勲
原作 - 平井和正、桑田次郎
脚本 - 宮崎満教、鈴木淳子
撮影 - 川崎龍治
音楽 - キャロル・キング
視覚効果 - 中野稔
特殊造形 - 若狭新一
助監督 - 竹内英孝
キャスト
8マン/東八郎 - 宍戸開
谷博士 - 宍戸錠
谷ケン - 大伴修
横田刑事 - 若松俊秀
田中警視庁捜査一課長 - 高橋悦史
さちこ - 綾瀬早智子
山藤社長 - 中丸忠雄
ミッキー・カーチス
嶋大輔
高野敦子
草薙幸二郎
藤田敏八
玉利かおる
OVA『エイトマンAFTER』（1993年）
全4巻。原作最終回の魔人コズマとの戦いの後、東八郎が姿を消してからのサチ子の回想から始まる。田中課長や谷博士を始めとするレギュラーキャラクターも多数登場するが、世界観はより無国籍風かつ近未来的に描かれており、リメイクや原作の後日談というよりはパラレルワールド的な物語となっている。J.C.STAFFとサンクチュアリの制作。アクト（現・テクノマックス）とバンダイビジュアルからVHSビデオとレーザーディスクが発売。OVA最終巻のエピローグでは続編制作を匂わせる描写があり、レーザーディスク封入のライナーノーツでも続編序盤のストーリーに触れているが、実現していない。
2014年現在、日本国内でのDVDおよびBlu-ray Discソフトは未発売。
内容
魔人コズマとの戦いに勝利したものの、サチ子に正体を知られてしまった東八郎＝8マンが、人々の前から姿を消してから7年後。麻薬とサイボーグ技術を悪用したギャングたちが蔓延る世界で、巨大企業バイオ・テクノ社のOLとして働いていたサチ子の前に、谷博士の元からサイボーグ技術に関する極秘資料を盗み出した科学者・エディの行方を追う私立探偵・羽座間が現れる。エディがバイオ・テクノ社で働いているという情報を掴んだ羽座間はサチ子に聞き込みを行うが、その動向に感づいたバイオ・テクノ社の社長・醍醐が、側近の殺し屋であるトニーを差し向ける。情報提供者であると誤解され、狙われるサチ子。彼女を庇った羽座間も、トニーの凶刃により瀕死の重傷を負い、行方を眩ましてしまう。
羽座間の行方を追う最中、サイボーグギャングの一味が暴れる現場に遭遇し、危機に晒されるサチ子とイチロー。その時、突如巻き起こった一陣の旋風が、ギャングの一人の腕を容赦なくもぎ取った。その旋風の正体とは…。
スタッフ
監督 - 古川順康
プロデューサー - 小森伸二、本田浩司、阿部倫久
企画 - 藤家和正、中村富男
原作 - 平井和正、桑田二郎
脚本 - 平野靖士
キャラクターデザイン - 大貫健一
メカデザイン - 阿部邦博
音響監督 - 松浦典良
音楽 - 宮田人司、三好史（サウンドシステム）、原田智英（インターリンク）
主題歌「エイトマンのテーマ (Version 1993)」（OVA 1 - 3巻エンディング・テーマ）
作詞 - 前田武彦 / 作曲 - 萩原哲晶 / 編曲 - T・TASHIRO, M・KAWAGUCHI, MST / 歌 - 桑野信義
挿入歌「微笑みの向こう側」(OVA 4巻エンディング・テーマ）
作詞 - 三浦徳子 / 編曲 - 国吉良一 / 作曲・歌 - 桑野信義
上記2曲を収録したシングルCDが1993年9月9日にエピック・ソニーからリリースされた。
キャスト
羽座間逸郎 - 小杉十郎太
横川サチ子 - 土井美加
谷博士 - キートン山田
田中警視 - 池田勝
イチロー/陳 - 中原茂
オコーナー - 佐藤正治
サム - 山田栄子
トニー・グレッグ - 二又一成
エディ・シュミット - 飛田展男
醍醐/ミスター・ハロウィン - 沢木郁也
漫画『エイトマン』（1994年、末松正博）
『月刊マンガボーイズ』連載。8マンが姿を消してから百年後の未来世界で復活した8マンの活躍を描く、『エイトマンAFTER』に近い内容となっている。第1巻が発売されたが、出版元の都合で生産停止となった。また末松は『8マン・すべての寂しい夜のために』の漫画版『8マン ANOTHER STORY』も執筆しているが、前編のみの発表に終わっている（単行本未収録）。未完。　
小説『8マンbefore―すべての寂しい夜のために』（1992年、須甲和彦著）リム出版
映画『8マン・すべての寂しい夜のために』のノベライズ。ただし内容的には映画版をもとにしつつも、望まずして蘇生させられたエイトマンと谷ケン、そしてその関係者たちの苦悩を描いた、『サイボーグ・ブルース』に近い作風となっている。
小説『8マンafter―永遠なる肉体』（1992年、中原周著）リム出版
OVA『エイトマンAFTER』のノベライズ
小説『8マン ニュー・ジェネレーション』（1995年、ORCA著）ログアウト冒険文庫
OVA『エイトマンAFTER』のノベライズ
エイトマン『血闘』完全編（2004年、桑田二郎）
桑田二郎本人の作画による2004年度版新作『8マン』。短編「決闘」（原作、アニメ版脚本ともに平井和正）を、アニメ版脚本家の加納一朗が新作「血闘」としてリメイク。全40ページ。
漫画『8マン インフィニティ』（第1部：2005年 - 2007年、ストーリー - 七月鏡一、作画 - 鷹氏隆之）
『月刊マガジンZ』連載。続編作品として製作された（これは平井の希望による）。
8マンの能力を移植したマシナリー・ボディを東八郎から与えられた少年、東光一（ひがし こういち）の物語。ストーリーを担当する七月の趣味により、平井作品をモチーフとしたキャラクター（もしくは平井作品のキャラクターそのもの）が頻出する。七月によると「スーパー平井&桑田大戦」をモチーフとした作品。
漫画『EIGHTMAN』（2007年、藤原カムイ）
『robot』掲載。
漫画『8マンVSサイボーグ009』（2020年 - 2023年、脚本：七月鏡一、作画：早瀬マサト、石森プロ）
『チャンピオンRED』連載。『サイボーグ009』（石ノ森章太郎）とのクロスオーバー。黒い幽霊団の残党を追うサイボーグ戦士たちの前に、数十年前に姿を消した伝説の男8マンが現れる。その正体を探るサイボーグ戦士たちだが、黒い幽霊団に谷博士を人質を取られた8マンは如何なる思惑故か009へ決闘を挑むというストーリー。

### 平井和正作品
小説『サイボーグ・ブルース』（1971年）
原作者本人による、事実上のリメイク作品。主人公には黒人のサイボーグ特捜官を設定し、少年誌では不可能だった情念の部分を前面に押し出した。「エイトマンへの鎮魂歌」と題した後書きで「この連作長編において、マンガのフレームと商業主義的センセーショナリズムから解放されたエイトマンの実像をえがきたかった」としている。星新一は「人間臭く、やりきれないSF」と評する。
小説『∞（インフィニティ）BLUE』（2002年）
平井和正作家生活40周年に執筆された「21世紀8マン」。駿台曜曜社版のあとがきでは「8マンワールド」と題し、8回にわたって原作者自身の立場から『8マン』を語っている。同年12月集英社文庫から出版の際にタイトルが『インフィニティー・ブルー』とカタカナになった。
BLUEシリーズ
1. 『BLUE HIGHWAYS』（2002年）
2. 『BLUE LADY』（2005年）

『BLUE HIGHWAYS』の初出は『月光魔術團第III部・幻魔大戦DNA』書籍化の際に購入特典として配られた非売本。『BLUE LADY』は電子書籍のみの出版。『インフィニティー・ブルー』とともにそれぞれが8マンワールドの延長上にある作品。

### 派生作品
ゲーム『エイトマン』（1993年1月1日）
SNK製作のネオジオ用ソフト。任意スクロールの通常ステージと強制スクロールの高速ステージ、ボスキャラとの戦闘を行うボスステージの3種類のステージを攻略していく横スクロールアクションゲーム。
マッド・クレイジー、コズマ、サイバーといった原作ゆかりの敵キャラクターも登場する。一撃で倒せるザコキャラクターの登場の仕方にも細かい演出をつけるなど、凝った作りになっている。
2プレイヤー用キャラクターとして、原作におけるエイトマンのライバルであるケンが「ナイン (9) マン」として登場するが、これについて原作者からのクレームがあったという話も聞かれる。
CM『シャープ AQUOS 8K TV』（2019年）
2019年11月、シャープは自社製品である8K液晶テレビのCMキャラクターとしてエイトマンを起用。ブラウン管テレビに映し出されたテレビアニメ版エイトマンが、8K時代に相応しい現代的なデザインにリニューアル、胸に刻まれた「8」を光らせて8Kテレビに映る。

## その他
- 主題歌のトランペットを吹いているのは桑野信義の父親であり、桑野自身も1993年のリメイク版OVAの主題歌・挿入歌でトランペットと歌唱を担当した。
- テレビアニメ版の8マンの胸のマークデザインは、話ごとに丸字体であったり角字体であったりと著しく異なっている。理由は不明。
- テレビアニメ版第20話「スパイ指令100号」にはジェームズ・ボンドが登場する。
- 芸文社『週刊漫画天国』に連載された『空とぶクレージー海底軍艦』（作 - トチボリ茂）に、エイトマンそのままの姿をした人物が登場する。姿形は一緒だが、海底軍艦クルーが着用する艦外活動服として描かれている。
- 1980年代初頭、かつてテレビアニメ版を制作したエイケン（旧作当時はTCJ）によるリメイクアニメ化企画が存在した。長谷川町子美術館にて2019年4月20日～6月23日開催の『エイケン50周年展～アニメサザエさんと共に～』の展示にてリメイク企画時の資料の一部が公開されており、それによると時代設定が"昭和86年（西暦2011年）"との記載がある。
- 2003年夏に開催されたC3でTBSが出展し、「電通代理店でリメイクアニメの企画が進行中」[43]と発表されたが、その後音沙汰が無く頓挫した模様の反面、その後展開された「8マン インフィニティ」はそのリメイクアニメとの連動企画の名残りだったのでは？と言われている[44]。
- 韓国では、1963年版のアニメが面白おかしく吹き替えされたYoutubeのパロディ動画「ボンパルマン（봉팔맨）」が人気である。
- BSマンガ夜話（NHK BS2）では第100回（2003年2月26日）で取り上げられた。ゲストは金子修介、大槻ケンヂ。